# Герб міського округу Електросталь
Герб міського округу Електросталь разом з його прапором є символами міста та міського округу Електросталь

## Опис
Рішенням Ради депутатів міста № 75 / 29 від 5 грудня 1996 затверджено герб міста. На геральдичному знаку міста, на червоному тлі зображений давньогрецький бог вогню і ковальства Гефест, який символізує одну з головних промислових галузей міста – металургію. З грецької міфології виявляється, що Гефест був покровителем усіх ковалів і ремісників і єдиним з усіх античних богів зображувався працюючим у своїй майстерні за виготовленням зброї та прикрас. Невипадково тому на гербі міста він зображений з молотом, опущеним на ковадло, і спрямованим вгору атомом, що символізує внесок міста в розвиток вітчизняної ядерної енергетики. 